# Wernborn

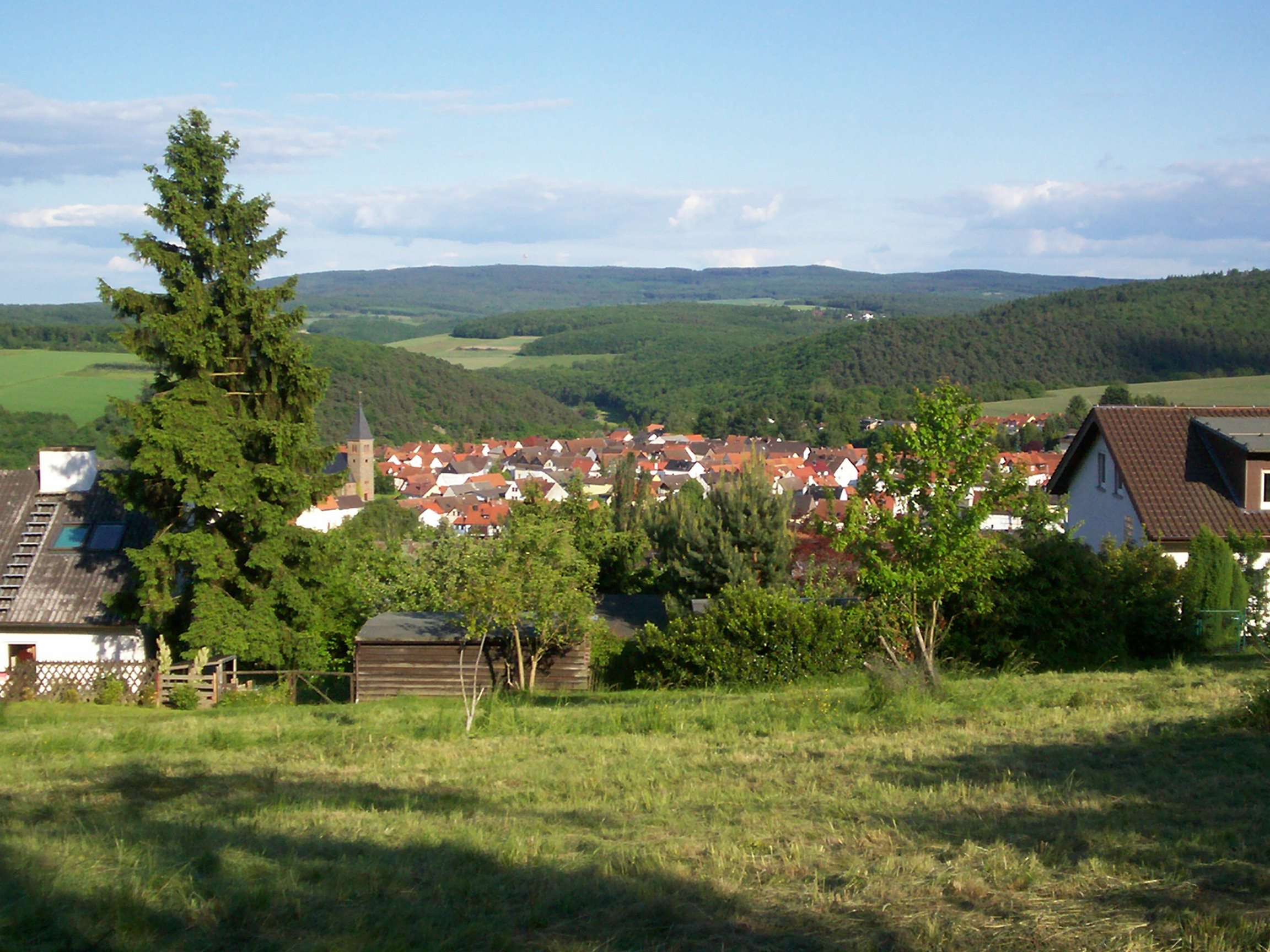
Blick auf Wernborn

Wernborn ist ein Ortsteil der Stadt Usingen im südhessischen Hochtaunuskreis.

## Geographie
Wernborn liegt im östlichen Hintertaunus umgeben von Wald und Natur nahe dem Eichkopf. Das Dorf liegt im Naturpark Taunus auf einer mittleren Höhe von 278 Metern. Durch seine zentrale und ruhige Lage, in ein Tal eingebettet, ist Wernborn ein beliebter Wohnort, mit zahlreichen Neubaugebieten.
Nachbarorte sind Eschbach (westlich), Maibach (nördlich) und Kransberg (südöstlich).

## Geschichte

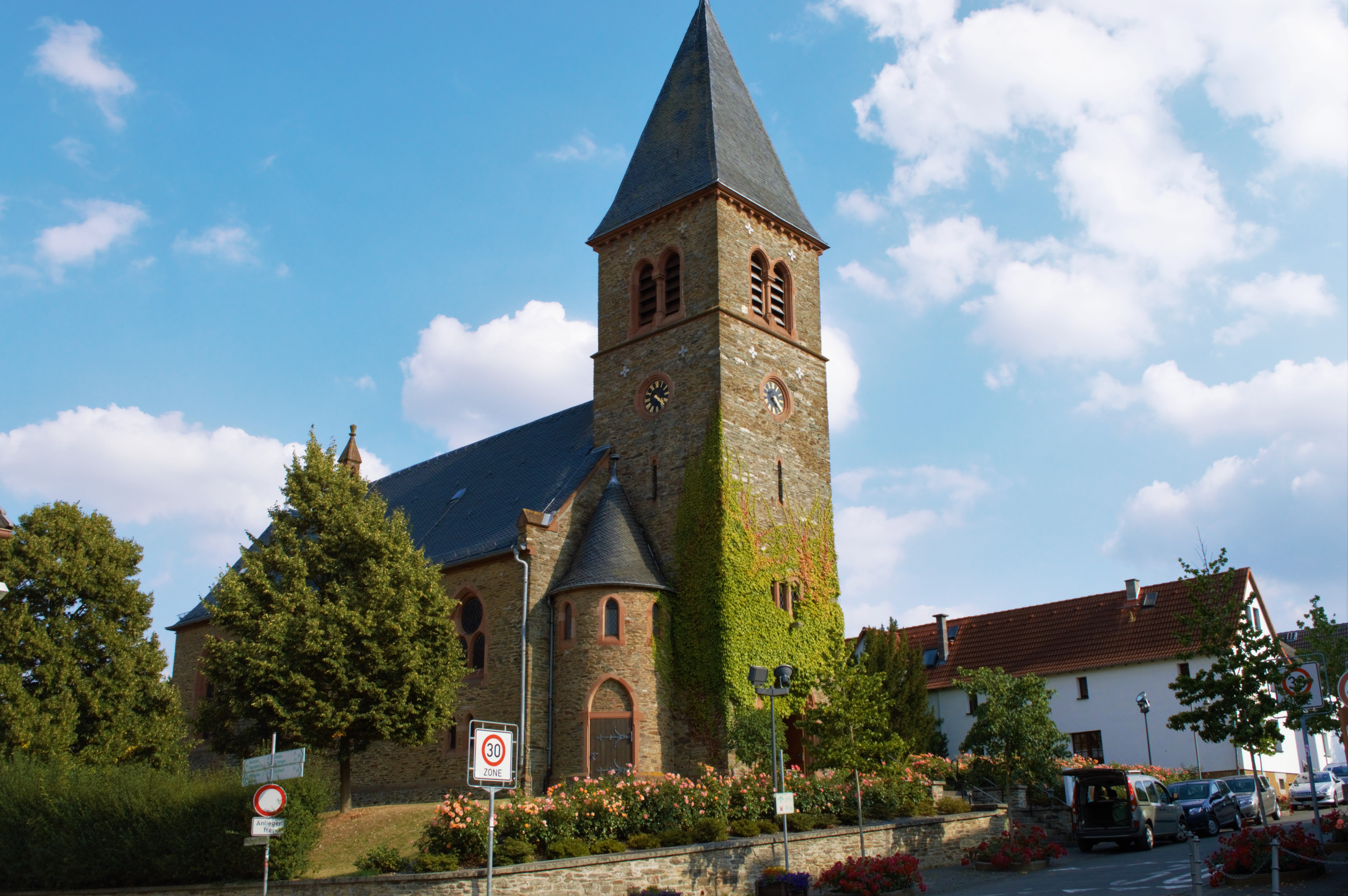
Kirche (erbaut 1896–1897)

Wernborn wird erstmals im Jahr 1191 in einer Urkunde des Erzbischofs von Mainz als „Berenbrunnen“ erwähnt. Dieser Ort wurde jedoch später aufgegeben. Der Flurname „Im Alten Wernborn“ weist auf die Wüstung hin. Im Jahr 1354 erfolgt eine erneute urkundliche Erwähnung.
1525 ist eine Bitte des Dorfes um eine eigene Kirche überliefert. Dieser Wunsch wurde erst im Jahr 1596 mit dem Bau der Kirche erfüllt. 1892 fasste die Gemeinde den Beschluss, die alte Kirche abreißen zu lassen, um sie durch einen größeren Neubau zu ersetzen. Das neue Kirchengebäude wurde von 1896 bis 1897 nach Entwürfen von Friedrich Adler errichtet, wobei Teile der Inneneinrichtung der alten Kirche weiterverwendet wurden.
Im Zuge der Gebietsreform in Hessen wurde zum 31. Dezember 1971 die bis dahin selbständige Gemeinde Wernborn auf freiwilliger Basis in die Stadt Usingen eingemeindet. Für den Stadtteil Wernborn wurde, wie für die anderen eingemeindeten ehemals eigenständigen Gemeinden von Usingen, ein Ortsbezirk  eingerichtet.

## Politik
Für Wernborn besteht ein Ortsbezirk (Gebiete der ehemaligen Gemeinde Wernborn) mit Ortsbeirat und Ortsvorsteher nach der Hessischen Gemeindeordnung.
Der Ortsbeirat besteht aus fünf Mitgliedern. Bei den Kommunalwahlen in Hessen 2021 betrug die Wahlbeteiligung zum Ortsbeirat 51,01 %. Dabei wurden gewählt: drei Mitglieder der CDU und zwei Mitglieder der SPD. Der Ortsbeirat wählte Heiko Selzer (CDU) zum Ortsvorsteher.